# Hermann Roskoschny
Hermann Emil Joseph Roskoschny (* 23. November 1845 in Prag; † 8. November 1896 in Berlin) war ein deutscher Verleger, Schriftsteller und Übersetzer.

## Leben
Hermann Roskoschny studierte in Prag (wo er auch beim Corps Austria Mitglied wurde, aus welchem er später wieder ausschied) und München. 1872 und 1873 war er Dozent in St. Petersburg. 1874 bis 1877 war er Redakteur der Zeitschrift Der Hausfreund. Um 1894 betrieb er in Leipzig die Slavische Buchhandlung H. Roskoschny nebst Verlag.
Roskoschnys Buch über Afghanistan und seine Nachbarländer war das umfangreichste Werk, das im 19. Jahrhundert in deutscher Sprache über dieses Thema publiziert wurde. Es wird als Standardwerk noch immer verlegt.
Roskoschny übertrug die Werke von Lew Nikolajewitsch Tolstoi aus der russischen Sprache ins Deutsche.

## Werke

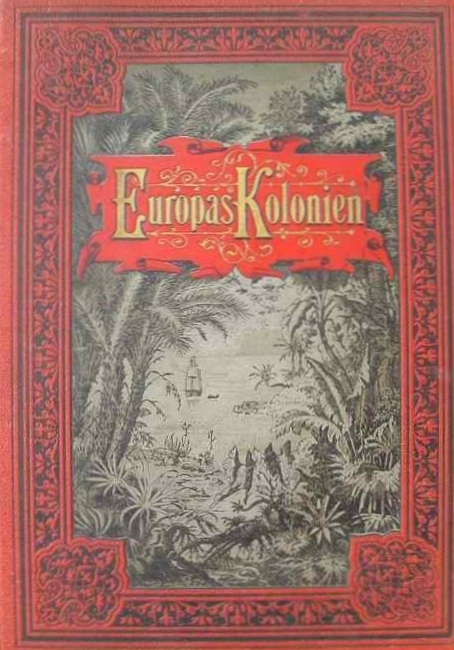
Titelblatt zu Europas Kolonien

- Das asiatische Russland. Gressner & Schramm, Leipzig 1884
- Die Wolga und ihre Zuflüsse. Leipzig 1887
- Das arme Rußland. Ein Beitrag zur Kenntnis der wirtschaftlichen Lage des russischen Reiches. Leipzig 1889, (Digitalisat)
- Afghanistan und seine Nachbarländer. Der Schauplatz des letzten russisch-englischen Konflikts in Zentral-Asien. Gressner & Schramm, Leipzig o. J., (1886),
  - I. Band, (Digitalisat)
  - II. Band, (Digitalisat)
- Geschichte des Strikes. Alfred H. Fried, Berlin 1890, gallica.bnf.fr
- Europas Kolonien. Gressner & Schramm, Leipzig 1885–1890. 
  - Band 1: West-Afrika vom Senegal zum Kamerun, (urn:nbn:de:gbv:46:1-9433).
  - Band 2: Das Kongogebiet und seine Nachbarländer, (urn:nbn:de:gbv:46:1-9423).
  - Band 3: Ost-Afrika und das Seengebiet, (urn:nbn:de:gbv:46:1-14242).
  - Band 4: Süd-Afrika bis zum Sambesi und Kap Frio, (urn:nbn:de:gbv:46:1-9009).
  - Band 5: Die Deutschen in der Südsee, (urn:nbn:de:gbv:46:1-10143)